# Woodbury Common

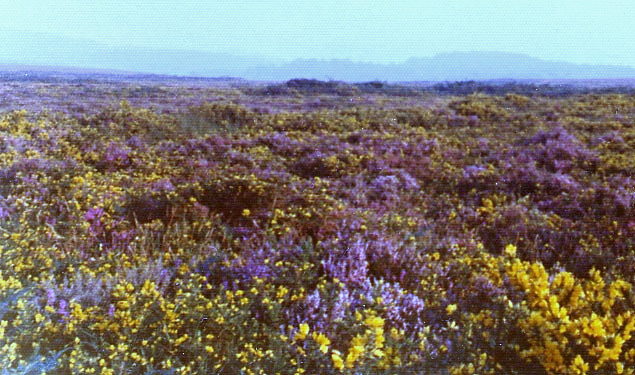
Heidelandschaft Woodbury Common, mit Heidekraut (Calluna vulgaris) und Stechginster (Ulex europaeus) während der Blüte im Sommer

Woodbury Common in East Devon, England ist eine Allmende, die überwiegend aus einer Heidelandschaft besteht und im Westen an das Dorf Woodbury in Devon angrenzt. Im Süden grenzt sie an die Städte Exmouth und Budleigh Salterton und im Osten an den Weiler Yettington. Im Norden wird Woodbury Common durch die A3052 begrenzt. Sie ist Teil der East Devon Area of Outstanding Natural Beauty und eine Site of Special Scientific Interest.
In der Heide liegt Woodbury Castle, eine Wallburg aus der britischen Eisenzeit, die auf einem Hügel über den Dörfern Woodbury und Woodbury Salterton liegt und auf der anderen Seite des River Exe das Gebiet mit dem Otter Valley bis hin zu den Haldon Hills überblickt. Woodbury Common ist Teil des East Devon Area of Outstanding Natural Beauty.
Das Heideland ist geprägt durch weite Strecken von Stechginster und Heidekraut in verschiedenen Varietäten und ist ein beliebter Ort für Orientierungslauf, Bergwandern, Mountainbiking und das Fliegen funkgesteuerter Modellflugzeuge. Es ist Lebensraum für eine reichhaltige Tierwelt, darunter für Nachtschwalben, die jedes Jahr aus Afrika einfliegen. Das Gebiet gehört und wird verwaltet von den Clinton Devon Estates.
In dem Gebiet befindet sich auch ein Trainingsareal der Royal Marines, das zur Basis im nahegelegenen Lympstone im Parish of Woodbury gehört.
Am nördlichen Ende von Woodbury Common liegt das Woodbury Park Hotel mit Golfplatz und Country Club, das vom früheren Formel-1-Rennfahrer Nigel Mansell gegründet wurde.

## Schlacht von Woodbury Common
Am 4. August 1549 fand in dem Gebiet eine Schlacht statt, die zur Prayer Book Rebellion gehörte. Am 2. August waren Truppenverstärkungen eingetroffen, um den königlichen Truppen unter John Russell, 1. Earl of Bedford zu helfen und eintausend deutsche Landsknechte trafen am folgenden Tag unter dem Kommando von Lord William Grey ein.
Die königliche Armee verließ Honiton mit 5000 Mann, um Exeter zu entsetzen, das zu dem Zeitpunkt belagert wurde, doch statt die stark verbarrikadierte Landstraße zu nehmen, wandte sich Russell nach Westen über die Hügel hinweg. Russells Kundschafter stellten fest, dass 2000 Mann bei Alphington im Wege standen und entsandten Captain Travers, um die Straße zur räumen. Der Geschichtsschreiber von Edward VI., John Hayward, schrieb später, dass die Cornish in dem Angriff „wie Vieh abgeschlachtet“ wurden. Russell stieß bis auf Woodbury Common vor, wo er bei einer Windmühle sein Lager aufschlug. Beim Morgengrauen des 4. August griffen Truppen aus Devon und Cornwall, die Clyst St Mary verteidigten, die stärkere königliche Streitmacht an. Beide Seiten erlitten starke Verluste und es gab keinen eindeutigen Sieger, doch Russels Truppen machten zahlreiche Gefangene, von denen 900 am nächsten Tag in Clyst Heath hingerichtet wurden.

## Belege
1. ↑   devonlink.co.uk (Memento vom 25. August 2012 im Internet Archive)
2. ↑  Woodbury Park Hotel, Golf and Country Club
3. ↑  The Anglo-Cornish War of June-August 1549 auf cornwallinformation.co.uk
4. ↑  Philip Payton: Cornwall. Alexander Associates, Fowey 1996, ISBN 1-899526-60-9.